# 내분과 외분

주어진 내/외분비의 내분점과 외분점의 작도법

기하학에서 내분(內分)은 선분을 그 위의 점을 경계로 하여 두 부분으로 나누는 일이다. 선분을 내분하는 점을 내분점(內分點)이라고 하며, 나눠진 두 부분의 길이의 비를 내분비(內分比)라고 한다. 이와 비슷하게, 외분(外分)은 선분을 그 연장선 위의 점을 경계로 하여 두 부분으로 나누는 일이다. 선분을 외분하는 점을 외분점(外分點)이라고 하며, 나눠진 두 부분의 길이의 비를 외분비(外分比)라고 한다.

## 정의

내/외분비의 정의와 예시

세 공선점 {\displaystyle A,B,C} ({\displaystyle A\neq B})의 내/외분비(영어: division ratio) {\displaystyle (A,B;C)}는 다음을 만족시키는 유일한 수이다.
{\displaystyle {\overrightarrow {AC}}=(A,B;C){\overrightarrow {CB}}}
즉, 이는 다음과 같다.
{\displaystyle (A,B;C)={\begin{cases}|AC|/|CB|&B\neq C\in {\overline {AB}}\\-|AC|/|CB|&B\neq C\not \in {\overline {AB}}\\{\widehat {\infty }}&C=B\end{cases}}\in (\mathbb {R} \setminus \{-1\})\sqcup \{{\widehat {\infty }}\}}

## 성질

|AB| = 1일 때, t = |AC|와 λ = (A, B; C)의 관계 λ = t / (1 - t)의 그래프

T를 와 의 선형 결합으로 나타낼 때의 계수(다시 말해, 좌표계 (O; ,) 아래 T의 좌표)는 '̅'̅A̅B̅'̅'̅에 대한 T의 내분비를 통해 표시할 수 있다.

- 세 점의 위치 관계에 따른 내/외분비의 범위는 다음과 같다.

| 위치 관계                                                                                       | 내/외분비의 범위                             |
| ----------------------------------------------------------------------------------------------- | -------------------------------------------- |
| {\displaystyle C}가 {\displaystyle {\overline {AB}}} 밖의, {\displaystyle A}와 가까운 쪽에 있음 | {\displaystyle -1<(A,B;C)<0}                 |
| {\displaystyle C=A}                                                                             | {\displaystyle (A,B;C)=0}                    |
| {\displaystyle C}가 {\displaystyle A}와 {\displaystyle B} 사이에 있음                           | {\displaystyle (A,B;C)>0}                    |
| {\displaystyle C}는 {\displaystyle {\overline {AB}}}의 중점                                     | {\displaystyle (A,B;C)=1}                    |
| {\displaystyle C=B}                                                                             | {\displaystyle (A,B;C)={\widehat {\infty }}} |
| {\displaystyle C}가 {\displaystyle {\overline {AB}}} 밖의, {\displaystyle B}와 가까운 쪽에 있음 | {\displaystyle (A,B;C)<-1}                   |
- 또 다른 점 {\displaystyle O}가 주어졌을 때, 다음이 성립한다.
{\displaystyle {\overrightarrow {OC}}={\frac {1}{1+(A,B;C)}}{\overrightarrow {OA}}+{\frac {(A,B;C)}{1+(A,B;C)}}{\overrightarrow {OB}}}
- 내/외분비는 아핀 변환 아래 불변이다. 즉, 아핀 공간의 공선점 {\displaystyle A,B,C} ({\displaystyle A\neq B})와 아핀 변환 {\displaystyle \phi }에 대하여, 다음이 성립한다.
  - {\displaystyle \phi (A),\phi (B),\phi (C)}는 공선점이다.
  - 만약 {\displaystyle \phi (A)\neq \phi (B)}라면, {\displaystyle (\phi (A),\phi (B);\phi (C))=(A,B;C)}

## 예
- 삼각형의 무게중심은 세 중선의 내분점이며, 세 중선에 대한 무게중심의 내분비는 모두 2이다.
- 좌표 공간 위의 두 점 {\displaystyle (x_{1},y_{1},z_{1}),(x_{2},y_{2},z_{2})}를 {\displaystyle m:n}의 비율로 내분하는 점의 좌표는 다음과 같다.
{\displaystyle \left({mx_{2}+nx_{1} \over m+n},{my_{2}+ny_{1} \over m+n},{mz_{2}+nz_{1} \over m+n}\right)}
- 특히, 이 두 점을 잇는 선분의 중점의 좌표는 다음과 같다.
{\displaystyle \left({x_{2}+x_{1} \over 2},{y_{2}+y_{1} \over 2},{z_{2}+z_{1} \over 2}\right)}
- 또한, 이 두 점을 {\displaystyle m:n}의 비율로 외분하는 점의 좌표는 다음과 같다.
{\displaystyle \left({mx_{2}-nx_{1} \over m-n},{my_{2}-ny_{1} \over m-n},{mz_{2}-nz_{1} \over m-n}\right)}